# Milieu-impact

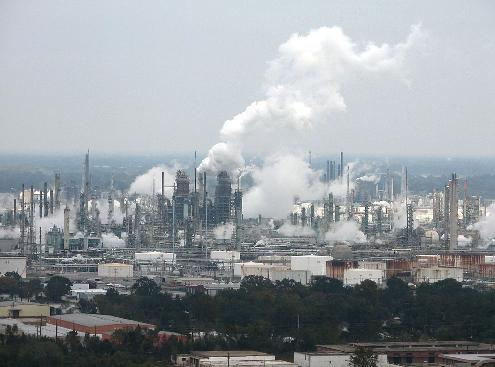
Raffinaderij van ExxonMobil in Baton Rouge, VS

Milieu-impact, milieueffect of milieubelasting is de (negatieve) invloed die menselijk handelen heeft op de natuurlijke omgeving en op de ecosystemen van de Aarde. De Nederlandse Wet milieubeheer (1979) benoemt dit als volgt: "De gevolgen voor het fysieke milieu, gezien vanuit het belang van de bescherming van mensen, dieren, planten en goederen, van water, bodem en lucht en van landschappelijke, natuurwetenschappelijke en cultuurhistorische waarden en van de beheersing van het klimaat, alsmede van de relaties daartussen; (naast de) gevolgen die verband houden met een doelmatig beheer van afvalstoffen of een doelmatig beheer van afvalwater, gevolgen die verband houden met het verbruik van energie en grondstoffen, alsmede gevolgen die verband houden met het verkeer van personen of goederen".
Naast veranderingen door menselijk handelen zijn er ook natuurlijke gebeurtenissen zoals vulkaanuitbarstingen die invloed uitoefenen op de natuurlijke omgeving.
Taaltechnisch gesproken is er een nuanceverschil tussen impact en effect: het Engelse woord impact impliceert de invloed die een handeling uitoefent. Het Nederlandse woord effect verwijst meer naar het resultaat van die handeling.

## Oorzaken
Het begrip milieu-impact speelt een rol bij onder andere de exploitatie van natuurlijke hulpbronnen, bij het ontwikkelen van nieuwe woon/werkgebieden en als bijproduct van voedselproductie en het gebruik van technologie. Milieu-impact is daarmee een neveneffect van het moderniseringsproces. Door een gebrek aan inzicht in de interacties tussen menselijke activiteit en de natuurlijke omgeving, of door het prioriteit geven aan vooruitgang of welvaart boven het intact laten van ecosystemen, veroorzaken mensen bewust of onbewust een verandering in het ecologische evenwicht. Naast de technologische vooruitgang, die zowel kwalitatief als kwantitatief een steeds sterkere invloed heeft op de ecosystemen van de Aarde, wordt ook de forse bevolkingsgroei van de afgelopen eeuwen gezien als oorzaak van de toenemende milieu-impact.

## Geschiedenis

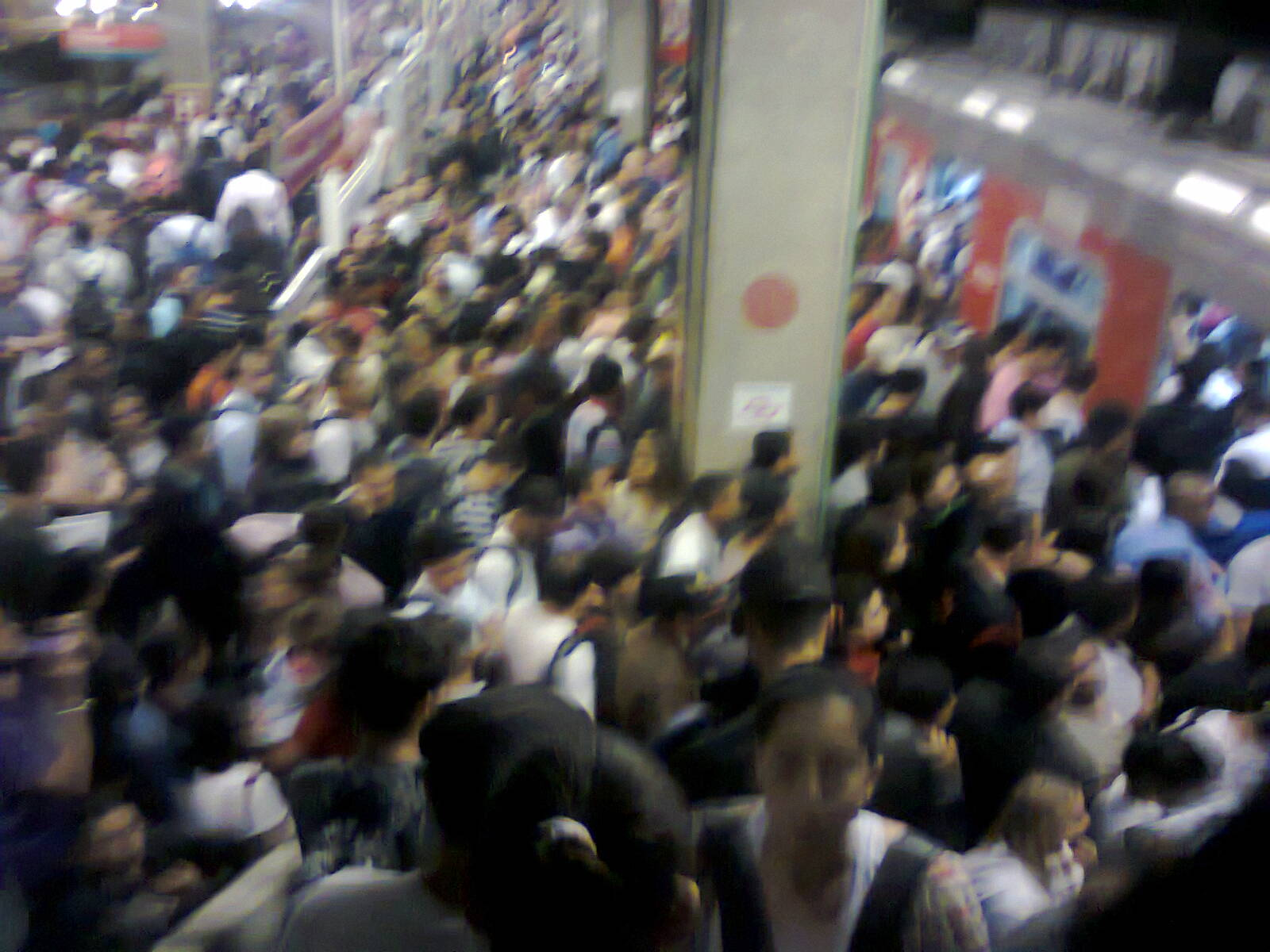
Overbevolking: Sao Paolo in Brazilië telt ruim 12 miljoen inwoners en is daarmee de grootste stad op het zuidelijk halfrond.

Het is onvermijdelijk dat mensen door te leven hun omgeving beïnvloeden. Vóór de industriële revolutie waren deze effecten en de gevolgen ervan echter lokaal beperkt of was het cumulatieve effect verwaarloosbaar voor ecosystemen. Pas toen er grote ingrepen gingen plaatsvinden zoals de introductie in de landbouw van niet-inheemse planten en overbemesting, en het uitputten van bronnen met niet-hernieuwbare grondstoffen, werd de milieu-impact groter en was dit niet langer meer locatiegebonden. 
In de 19e eeuw (de tijd van industrialisatie en de ontwikkeling van de moderne landbouw) nam het gebruik van natuurlijke hulpbronnen in grote delen van de wereld toe, maakte de chemische industrie een enorme bloei door en leidde de intensivering van de landbouw tot de transformatie van hele landschappen. In de 20ste eeuw leidden industrialisatie en vooruitgang in wetenschap en samenleving ook tot een toegenomen bewustzijn van en aandacht voor de impact hiervan op het milieu. In het tijdperk van globalisering zijn mondiale milieuproblemen zoals de opwarming van de Aarde en het verlies aan biodiversiteit in het middelpunt van de belangstelling komen te staan. Met name in de 20ste eeuw dreigde een versnelling van de milieueffecten.
In 1972 werd in opdracht van de Club van Rome door het MIT onder leiding van het echtpaar Dennis en Donella Meadows het rapport De grenzen aan de groei opgesteld. Dit rapport voorspelde op basis van groeitrends in de periode 1900–1970 dat het uitputten van natuurlijke hulpbronnen uiteindelijk industriële groei zou remmen. De bevolkingsomvang en milieuvervuiling zou nog enige tijd toenemen maar uiteindelijk door verslechtering van de voedselvoorziening en gezondheidszorg leiden tot stilstand en vervolgens terugloop van de bevolkingsgroei. In 2004 werd dit rapport geactualiseerd, met meer nadruk op actuele problemen als klimaat- en armoedeproblemen. De econoom Graham Turner toonde in zijn onderzoek uit 2008 aan dat de historische gegevens uit de periode 1970–2000 gunstiger waren dan de aannames in het 'scenario zonder ingrijpen' (standard run scenario) uit De grenzen aan de groei.

## Complexiteit

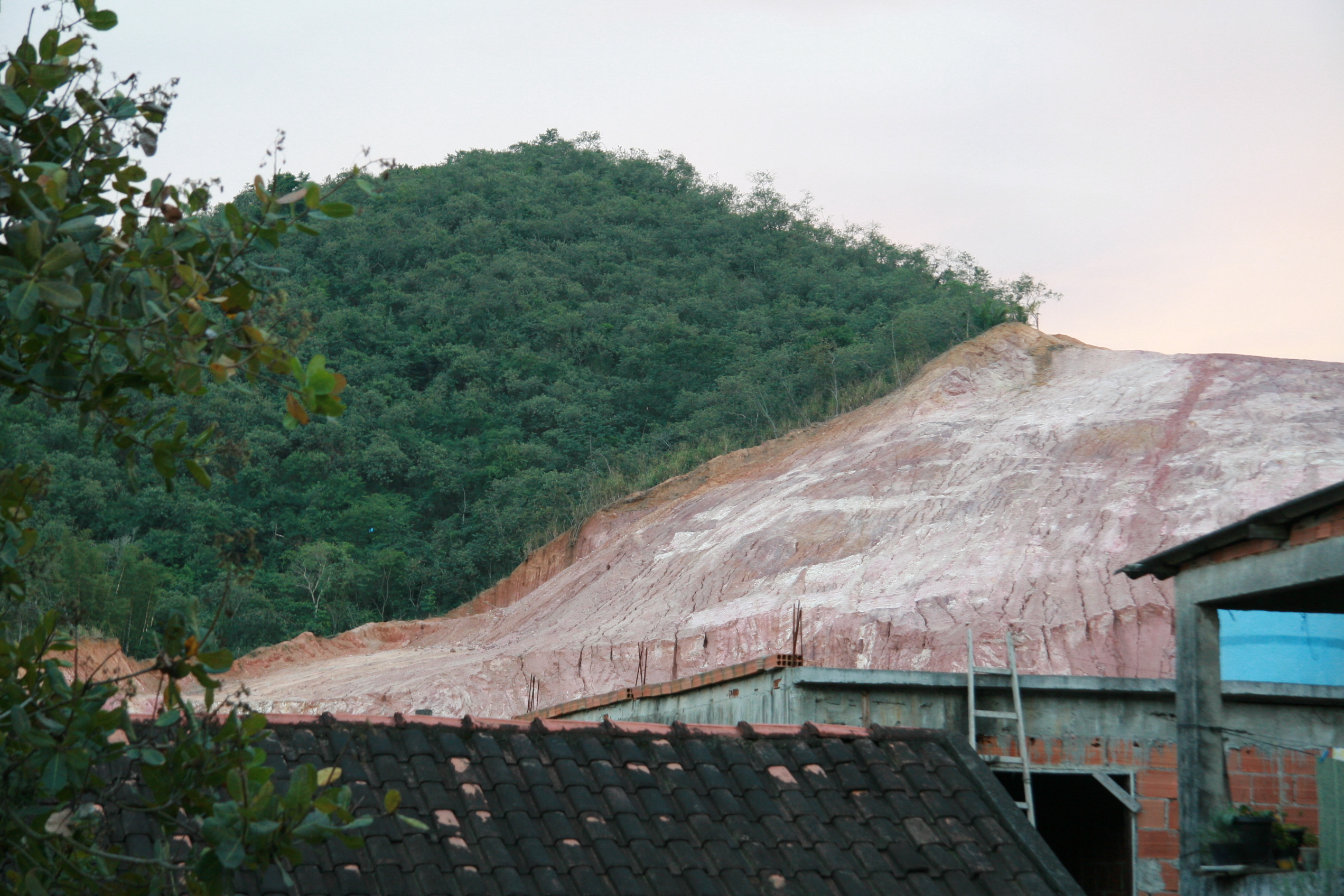
Ontbossing in Rio de Janeiro, Brazilië

Het vaststellen van milieu-impact wordt over het algemeen als complex beschouwd omdat een groot aantal processen en interacties meespelen. Veranderingsprocessen vinden plaats op de lange termijn en in kleine stapjes en er kunnen overlappingen zijn, waardoor de gevolgen van door mensen aangerichte veranderingen in de natuurlijke omgeving, in ruimte en tijd niet altijd herkenbaar zijn.
Sommige veranderingen kunnen ook alleen in combinatie met elkaar of in een bepaalde situatie een negatieve invloed hebben. Zo kan het omvormen van natuur naar landbouwgrond leiden tot fragmentatie van het landschap, met als mogelijk langetermijneffect het verdwijnen van bepaalde plant- en diersoorten.
Van sommige nieuwe ontwikkelingen als gentechnologie of gepatenteerde steriele planten (waaruit geen zaad meer gewonnen kan worden om te vermeerderen) is nog niet te voorspellen wat de invloed op ecosystemen en biodiversiteit zal zijn.

## Bepalen van milieu-impact

### Levenscyclusanalyse
Met de Levenscyclusanalyse (LCA) van een product wordt een methode bedoeld om de totale milieu-impact te bepalen van een product gedurende de hele levenscyclus. Het gaat dan om de impact van winning van de benodigde grondstoffen, productie, transport, gebruik en afvalverwerking van het product. In de loop van de LCA wordt een grote hoeveelheid emissie-(uitstoot-)gegevens verzameld zoals emissies van de energieproductie, het geproduceerde afval en de grondstofproductie. Deze emissies komen in verschillende vormen en formaten, omdat de uitstoot van het oogsten van grondstoffen anders is dan de uitstoot van elektriciteitsproductie. Via impact-categorieën wordt een LCA opgesteld. Een impact-categorie groepeert verschillende emissies in één effect op het milieu.

#### Voorbeeld 1: De bouw
Enkele impact-categorieën ontleend aan de EN15804-norm voor LCA’s in de bouwsector:
| Impactcategorie / indicator  | Uitgedrukt in eenheid | Beschrijving |
| ---------------------------- | --------------------- | --- |
| Opwarming van de Aarde       | kg CO2-eq             | Indicator van de potentiële opwarming van de Aarde als gevolg van emissies van broeikasgassen in de lucht                             |
| Uitputting van ozon          | kg CFC-11-eq          | Indicator van de emissies in de lucht die de vernietiging van de stratosferische ozonlaag veroorzaken                                 |
| Verzuring van bodem en water | kg SO2-eq             | Indicator van de mogelijke verzuring van bodems en water als gevolg van het vrijkomen van gassen zoals stikstofoxiden en zwaveloxiden |

Zo zijn er ook impact-categorieën voor de gebruikte middelen, het afvaltype en de output-stromen (zoals materialen voor hergebruik en energieterugwinning). Het is mogelijk om alle relevante milieueffecten samen te voegen in één enkele score van milieukosten die de schaduwkosten (de kosten die gemoeid zijn bij het eventuele herstel van de aangerichte milieuschade) van een product of project aantoont. Dit wordt weergegeven met de milieukostenindicator (MKI, uitgedrukt in euro’s) en wordt meegenomen in de aanbesteding van nieuwe bouwprojecten. Een lage schaduwprijs betekent dat een gebouw of product weinig milieu-impact heeft.

#### Voorbeeld 2: Voeding
Het RIVM heeft in 2019 met de LCA-methode de milieubelasting van 250 in Nederland veel gegeten voedingsmiddelen laten berekenen. Daarbij werden twee sets data onderscheiden: de "Van Wieg tot (Nederlands) Distributiecentrum"-fase en de complete "Van Wieg tot (Nederlandse) Consument"-fase. Een paar voorbeelden van de milieubelasting van 1 kg voedsel in de complete fase:
| categorie (1 kg) | Broeikasgasemissie (kg CO2-equivalent) | Verzuring grond (kg SO2-eq) | Vermesting zoet water (kg P-eq) | Vermesting zout water (kg N-eq) | Landgebruik (m2*jaar) | Waterverbruik (m3) |
| ---------------- | -------------------------------------- | --------------------------- | ------------------------------- | ------------------------------- | --------------------- | ------------------ |
| Melk, halfvolle  | 2,027                                  | 0,025                       | 0,000053                        | 0,003392                        | 0,780                 | 0,015              |
| Brood, volkoren  | 1,033                                  | 0,006                       | 0,000122                        | 0,002316                        | 0,915                 | 0,016              |
| Runderbiefstuk   | 31,339                                 | 0,545                       | 0,001143                        | 0,090165                        | 15,452                | 0,250              |

#### Voorbeeld 3: Kleding
De mode-industrie heeft sinds 2011 de mogelijkheid om de Higg Index toe te passen op de productieketen, en zo te komen tot een duurzaamheidslabel voor kleding. Voor de meetmethode, die bestaat uit 5 modules, wordt o.a. de Levenscyclusanalyse gebruikt, maar niet alle effecten van kledingproductie kunnen hier al in meegenomen worden. Zo kan het vrijkomen van microvezels (inclusief microplastics) bijvoorbeeld nog niet worden gekwantificeerd. Met een score van 1 (meeste), 2 of 3 (minste impact) krijgen klanten inzicht in wat de productie van het aangekochte artikel betekende voor waterverbruik, de opwarming van de aarde, het gebruik van fossiele brandstoffen en watervervuiling. Naast de gevolgen voor het milieu meet de index ook de sociale gevolgen van de productie zoals de werktijden, lonen en veiligheid van de werknemers. Er is kritiek op de Higg Index omdat deze is ontwikkeld door de kledingindustrie zelf, en met name door fast fashion-bedrijven, die niet bekend staan om hun duurzame productiewijzen. Daarnaast geeft de Higg Index een lagere impactscore aan synthetische materialen zoals polyester en imitatieleer dan aan biomaterialen zoals katoen of wol, terwijl het materiaal op basis van aardolie wordt gemaakt.

### Milieueffectrapportage
In de Europese Unie is het verplicht om voorafgaand aan een (plan voor een) activiteit die impact zal hebben op de natuurlijke omgeving een milieueffectrapportage op te stellen, voordat besloten gaat worden of die activiteit mag plaatsvinden. In de M.E.R. worden de gevolgen voor het milieu onderzocht en in kaart gebracht. De Nederlandse M.E.R.-regeling is ouder dan de Europese en omvatte aanvankelijk ook een aantal elementen die op Europees niveau niet verplicht gesteld konden worden, zoals een verplichting om te beschrijven wat het meest milieuvriendelijke alternatief voor een activiteit is en de verplichting om na uitvoering van het voornemen de daadwerkelijk optredende milieueffecten te monitoren. Veel van deze 'boven-Europese' elementen zijn in een later stadium uit de Nederlandse regeling verdwenen.

### Keurmerken
Een gebouw kan sinds 2009 een BREEAM-score krijgen, een duurzaamheidskeurmerk dat als instrument gebruikt wordt door overheden, projectontwikkelaars, corporaties, adviseurs, vastgoedbeleggers en opdrachtgevers, om de milieu-impact en duurzaamheidskenmerken van het gebouw vast te leggen. Voor producten bestaan er tientallen keurmerken, waaronder diverse ecolabels en On the way to PlanetProof, een internationaal duurzaamheidskeurmerk dat eisen stelt op het gebied van bodem, landschap, biodiversiteit, water, energie, productie en consumptie, klimaat en dierenwelzijn voor fruit, groente, zuivel, bewerkte voedingsmiddelen en bloemen en planten.

## Zero impact
Er zijn verschillende maatschappelijke pogingen maar ook wettelijke verplichtingen om milieu-impact te verminderen of te laten verdwijnen. Dat laatste wordt zero (nul) impact genoemd. Zo kan gestreefd worden naar zero emission (energie-opwekking of -verbruik waarbij geen uitstoot van schadelijke gassen plaatsvindt), naar een circulaire landbouw (waarbij binnen 1 boerenbedrijf de mest die de veeteelt levert in zijn geheel wordt hergebruikt voor landbouw) en naar een circulaire economie.
In een circulaire economie worden zo min mogelijk grondstoffen gebruikt, worden deze zo optimaal mogelijk benut en kunnen de grondstoffen daarna hoogwaardig worden hergebruikt. De Engelse termen die hiervoor gebruikt worden zijn de 10 R'en:
1. Rethink: heroverwegen. Voorafgaand aan circulair ondernemen is het nodig om anders over productieprocessen te gaan denken en zaken anders te organiseren dan voorheen.
2. Redesign: een nieuwe visie op ontwerpen. Op zo'n manier ontwerpen dat een product of gebouw een langere levensduur heeft, bestaat uit duurzaam geproduceerde materialen en modulair wordt opgebouwd.
3. Reduce: verminderen. Zo min mogelijk grondstoffen gebruiken en niets verspillen in het productieproces.
4. Reuse: hergebruik. Volwaardig hergebruik van producten in zijn geheel en in dezelfde functie, door een andere gebruiker.
5. Repair: repareren. Een product moet te repareren zijn, zodat het niet direct weggegooid hoeft te worden als er iets aan kapot is.
6. Refurbish: renoveren of opknappen. Producten of bouwdelen moeten verbeterd of opgeknapt kunnen worden.
7. Remanufacture: opnieuw maken. Nieuwe producten maken van oude producten of onderdelen hiervan.
8. Repurpose: een ander doel toewijzen. Hergebruik van producten met een ander doel.
9. Recycle: het hergebruik van materialen.
10. Recover: terugwinnen. Hierbij gaat het om energieterugwinning uit materialen. Verbranding zonder energieterugwinning en storten horen niet in een circulaire economie.

Toegepast op bijvoorbeeld de bouw betekent dit dat eerst gekeken wordt hoeveel ruimte er eigenlijk nodig is voor een nieuw gebouw, hoe dat gebouw qua indeling en materiaalgebruik zo efficiënt mogelijk ontworpen kan worden, welke materialen uit een eerder gebouw hergebruikt kunnen worden en hoe het gebouw bij beëindiging van het gebruik in zijn geheel weer gedemonteerd kan worden om het materiaal elders te hergebruiken. Zo werd in 2017 een tijdelijk gebouw van 5400 vierkante meter voor de Rechtbank in Amsterdam neergezet dat in 2021 is gedemonteerd en opnieuw in elkaar is gezet als kantoorgebouw op het terrein van de Universiteit Twente. De overbodig geworden cellen uit de rechtbank werden elders hergebruikt als schuurtjes.

## Actuele voorbeelden van milieu-impact

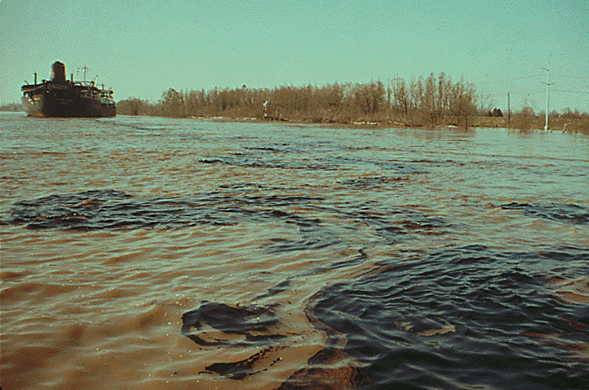
Milieuramp door lekkende olietanker op de Mississippi-rivier, VS, 1973

De milieu-impact van door de mens veroorzaakte:
- Afvalproblematiek en zwerfafval
- Bodemverontreiniging, veroorzaakt door lozingen van vervuild water van bedrijven en vuilnisbelten met lekkende giftige vloeistoffen en gassen
- Milieurampen
- Luchtvervuiling en smog
- Watervervuiling
- Geluidsoverlast
- Ontbossing voor bouwgrond en landbouw
- Mijnbouw en dagbouw
- Energietransitie, zoals de plaatsing van windmolenparken en velden met zonnepanelen
- Radioactieve straling

kan leiden tot:
- Zure regen
- Gat in de ozonlaag
- Broeikaseffect
- Opwarming van de Aarde
- Grondwatervervuiling en het in gevaar komen van de winning van drinkwater

- Watertekort
- Bodemerosie
- Bodem-inklinking
- Verlies van biodiversiteit
- Migratie en uitsterven van soorten
- Verdwijnen van regenwouden
- Vernietiging van landschap en habitats
- Hongersnood